# August Winter
August Winter (n. 18 ianuarie 1897, München, Imperiul German – d. 16 februarie 1979, München, RFG) a fost un ofițer de stat major german, ulterior general, care a deținut funcții de comandă în statele majore ale unor unități de rang înalt ale Wehrmacht-ului în timpul celui de-al Doilea Război Mondial.

## Biografie
August Winter a urmat studii la Wilhelmsgymnasium din München. După absolvirea liceului s-a înrolat în Armata Bavareză Regală în ianuarie 1916 și a luptat în timpul Primului Război Mondial, mai întâi ca ofițer cadet (Fahnenjunker) în Batalionul 2 Telegrafie al Armatei Bavareze, iar apoi a fost avansat la gradul de locotenent (Leunant) la 1 februarie 1917 și decorat pentru faptele sale cu Ordinul Crucea de Fier cl. a II-a și cu Ordinul Meritul Militar al Bavariei cl. a IV-a cu spade.
După încheierea războiului a fost păstrat ca ofițer în Reichswehr, a servit în Secția 21 Transmisiuni și apoi a fost transferat în Secția 7 Transmisiuni din München. Aici a fost adjutant și ofițer de stat major. După ce a urmat cursurile de comandanți organizate în cadrul Diviziei 6 Infanterie de la Münster, Winter a fost transferat la München în statul major al Diviziei 7 Bavareze, unde a fost avansat la gradele de căpitan (1933) și maior (1936).
La 1 aprilie 1939 a fost promovat locotenent-colonel și, după mobilizarea în cel de-al Doilea Război Mondial în vara anului 1939, a fost numit în Marele Stat Major al Armatei de Uscat (Oberkommando des Heeres). În 1940 a devenit Erster Generalstabsoffizier în Grupul de Armate A (mai târziu în Grupul de Armate Sud și în Grupul de Armate B). Lt.col. Winter a fost decorat la 19 septembrie 1941 cu Ordinul „Steaua României” cu spade, în gradul de Comandor cu panglica de „Virtutea Militară” „pentru destoinicia și devotamentul de care au dat dovadă pe câmpul de luptă în operațiunile contra bolșevicilor în colaborare cu trupele române”. A fost înaintat la 1 octombrie 1941 la gradul de colonel (Oberst). Pentru serviciile îndeplinite a fost decorat în 22 iunie 1942 cu Crucea Germană de aur.
În 1943 a fost numit șeful Statului Major al Armatei a 2-a Tancuri, fiind avansat la gradul de general-maior. Din august 1943 a fost șeful Statului Major al Grupului de Armate E, care avea cartierul general la Salonic, și din martie 1944 șef al Statului Major al  Grupului de Armate F, care avea cartierul general la Belgrad. Avansat la gradul de general-locotenent în 1 august 1944, a fost înlocuit din funcție la 15 octombrie 1944. După o scurtă perioadă în care s-a aflat în rezerva de comandanți (Führerreserve), generalul August Winter a fost numit la 1 decembrie 1944 în postul de șef adjunct al Marelui Stat Major al Înaltului Comandament al Wehrmacht-ului (Oberkommando der Wehrmacht), devenind astfel adjunctul generalului Alfred Jodl. La 1 mai 1945 a fost avansat la gradul de General der Gebirgstruppe (general al trupelor de munte). Astfel, Winter a fost unul dintre puținii generali cu trei stele ai Wehrmacht-ului care nu au condus niciodată direct o trupă.
În iunie 1946 generalul Winter a fost audiat ca martor în Procesele de la Nürnberg. Ulterior a făcut parte din Organizația Gehlen din Pullach și apoi, până când a fost pensionat, din Serviciul Federal de Informații.

## Decorații
- Crucea de Fier cl. a II-a
- Ordinul Meritul Militar al Bavariei cl. a IV-a cu spade
- Ordinul „Steaua României” cu spade, în gradul de Comandor cu panglica de „Virtutea Militară” (19 septembrie 1941)[5]
- Crucea Germană de aur (22 iunie 1942)